# 里奇·金瑟
保罗·理查德·“里奇”·金瑟（英語：Paul Richard "Richie" Ginther）是美国的一名赛车手。在其多样的职业生涯中，金瑟在1965年墨西哥大奖赛上为本田车队取得了第一场大奖赛胜利，这场胜利也是金瑟在一级方程式赛车中的唯一胜利。金瑟参加了54场世界一级方程式锦标赛大奖赛以及许多其他非锦标赛的一级方程式赛事。